# Riksdagsstyrelsen
I Sverige är riksdagsstyrelsen det högsta ledningsorganet inom riksdagsförvaltningen. 
Styrelsen beslutar om planeringen av riksdagsarbetet, leder riksdagsförvaltningen samt beslutar i ärenden av större vikt rörande riksdagens internationella kontakter. Styrelsen får även lägga förslag i riksdagen om hur riksdagsarbetet ska skötas. Riksdagsstyrelsen består av riksdagens talman som ordförande samt tio andra ledamöter som riksdagen utser inom sig för en mandatperiod. Vid styrelsens sammanträden deltar (utan rösträtt) även riksdagens vice talmän, representanter för de riksdagspartier som inte har ledamöter i riksdagsstyrelsen samt riksdagsdirektören, som väljs av riksdagen och är kammarens sekreterare samt chef för riksdagsförvaltningen. Riksdagsordningen (2014:801) och lagen (2011:745) med instruktion för riksdagsstyrelsen är de lagar som främst styr riksdagsstyrelsens verksamhet.